# Черновский сельсовет (Амурская область)
Черно́вский сельсове́т — сельское поселение в Свободненском районе Амурской области России.
Административный центр — село Черновка.

## История
2 августа 2005 года в соответствии Законом Амурской области № 31-ОЗ муниципальное образование наделено статусом сельского поселения.

## Население
| 2002  | 2010  | 2011  | 2012  | 2013  | 2014  | 2015  |
| ----- | ----- | ----- | ----- | ----- | ----- | ----- |
| 1298  | ↘1278 | ↗1279 | ↗1314 | ↗1351 | ↗1385 | ↗1404 |
| 2016  | 2017  | 2018  | 2021  |       |       |       |
| ↘1352 | ↘1333 | ↗1339 | ↘1165 |       |       |       |

## Состав сельского поселения
| № | Населённый пункт | Тип населённого пункта       | Население |
| - | ---------------- | ---------------------------- | --------- |
| 1 | Бузули           | село                         | ↗178      |
| 2 | Разливная        | село                         | ↘162      |
| 3 | Чембары          | село                         | ↘366      |
| 4 | Черновка         | село, административный центр | ↗633      |

## Экономика
Экономика Черновского сельсовета представлена следующими отраслями производства:
- социальное хозяйство;
- перерабатывающая деятельность;
- торговля и общественное питание;
- оздоровительная деятельность населения.

Важное значение в экономике и в оздоровлении населения не только Свободненского района, да и всей области имеет дом отдыха Бузули.

## Местный совет
676432, Свободненский р-н, с. Черновка, ул. Распоповой, 18; тел. 39-749.